# میهال تومیچ
میهال تومیچ (انگلیسی: Michal Tomič؛ زادهٔ ۳۰ مارس ۱۹۹۹) بازیکن فوتبال اهل اسلواکی است.
از باشگاه‌هایی که در آن بازی کرده‌است می‌توان به باشگاه فوتبال سمپدوریا اشاره کرد.
وی همچنین در تیم‌های ملی فوتبال زیر ۲۱ سال اسلواکی و اسلواکی بازی کرده‌است.